# Melvin Hernández
Melvin Ramón Hernández Salas (ur. 26 kwietnia 1994 w Estelí) – nikaraguański piłkarz występujący na pozycji środkowego obrońcy, reprezentant Nikaragui, od 2023 roku zawodnik Diriangén.